# Fore
Fore, papuansko pleme transnovogvinejske porodice nastanjeni u distriktu Okapa (provincija Eastern Highlands) na Papui Novoj Gvineji. Fore su u svojoj povijesti najpoznatiji po bolesti kuru koja je među njima harala između 1957. i 1968. godine koja je odnijela sa sobom 1,100 života. Fore su bili endokanibali pa se sumnja da je bolest izazvana jedenjem mozga zaražene žrtve (transmisivna spongiformna encefalopatija). - Godine 1967. posjetio ih je Paul Ekman.
Fore žive u malenim raštrkanim naseljima u kojima se do novijeg vremena nalazila jedna ili dvije komunalne muškaračke kuće. Žene s djecom živjele su u nekoliko zasebnih kuća. Ova sela su u blizini vrtova gdje se žene bave hortikulturom. Zbog iscrpljivanja zemljišta svake dvije do tri godine se sele, te krče i pale nove čestice šume za svoje vrtove, takozvana tehnika posijeci-i-spali. U svojim vrtovima uzgajaju slatki krumpir, glavnom hranom i ljudi, a uz njega i ostalo gomoljasto bilje, yam, manioka i taro, nadalje pitpit (Saccharum edule i Setaria palmifolia koja raste samo ispod 1800 metara), banane, kukuruz, a u još novije vrijeme i kikiriki, luk, papaju, i drugo. 
Muškarci se bave lovom, a uzgajaju se i svinje, čije je meso uz slatki krumpir osnovna hrana.
Populacija Fora iznosi 17,000 (1991. SIL). Služe se s dva dijalekta, pamusa ili južni fore i sjeverni središnji fore.

## Vanjske poveznice
- Paul Ekman's South Fore Tribe  Arhivirana inačica izvorne stranice od 18. prosinca 2007. (Wayback Machine)
- Fore